# Crocidura thomensis
Crocidura thomensis es una especie de musaraña de la familia de los soricidae.

## Distribución geográfica
Se encuentran en el archipiélago de Santo Tomé y Príncipe.

## Estado de conservación
Se encuentra amenazada de extinción por la pérdida de su hábitat natural debido a la desforestación para construir casas y jardines.